# L'arte della truffa
L'arte della truffa (Lying and Stealing) è un film del 2019 diretto da Matt Aselton, con protagonisti Theo James e Emily Ratajkowski.
Il film è uscito nelle sale statunitensi il 12 luglio 2019.

## Trama
Ivan, figlio di un criminale, è un ladro d'arte che, a differenza degli altri ladri, ama più l'arte che il furto. Il suo desiderio è di riuscire a smettere di rubare ed uscire dal giro, ma non ci riesce, finché non incontra Elyse, attrice e truffatrice, con la quale organizza un ultimo colpo che li renderà liberi.

## Produzione
A novembre 2017, è stato annunciato che Theo James, Emily Ratajkowski, Fred Melamed, Ebon Moss-Bachrach, Isiah Whitlock Jr., Evan Handler e John Gatins avrebbero fatto parte del cast del film, diretto da Matt Aseleton.

## Distribuzione
A gennaio 2019, Vertical Entertainment e DirecTV Cinema hanno acquistato i diritti di distribuzione del film, facendolo uscire nelle sale statunitensi il 12 luglio 2019

## Accoglienza

### Critica
Lying and Stealing  ha un tasso di approvazione del 75% sull'aggregatore di recensioni Rotten Tomatoes, basato su 8 recensioni, con un voto medio di 6,17/10. Su Metacritic, il film ha un punteggio di 50/100, basato su 6 recensioni.